# Hertha Trappe
Hertha Trappe (* 1904 in Altena; † 1989) war eine deutsche Schriftstellerin.
Trappe veröffentlichte 1954 im Suhrkamp Verlag den Roman Was ich wandre dort und hier; der Titel stammt aus einem Vers des Kirchenlieddichters Paul Gerhardt. Trappe war beim Erscheinen des Buchs bereits 50 Jahre alt; da es ihre erste Publikation war, wurde sie von der Kritik – etwa von Helene Rahms – der jungen Schriftstellergeneration der Nachkriegszeit in Deutschland zugerechnet. Ihr wurde dafür 1954 – als erste Trägerin – der Charles-Veillon-Preis der Stadt Lausanne für den deutschsprachigen Roman verliehen. Von der Literaturkritik wurde das Buch über einen Heimkehrer, in dem Trappe „auf Haß und Egoismus [der Nachkriegszeit] mit dem fiktiven Entwurf des Liebesglücks“ antwortete, eher zwiespältig aufgenommen; Franz Schonauer (Süddeutsche Zeitung) sah es in der Nähe der Bücher von Gerd Gaiser und Hermann Stahl: der Kritiker bezeichnete es als „museale Idyllik“, als „Pseudo-Dichtung, Rückfall in das Sentimentale, in die Welt des schön Gereimten“. Helene Rahms meinte in der Frankfurter Allgemeinen Zeitung, die Autorin habe sich „mit ihrem kräftigen Erzähltalent und mit handwerklicher Disziplin an einem beschränkten Sujet, an einer Idylle versucht“. Uneinigkeit herrschte bezüglich des Stils: Während der Rezensent der Bonner Rundschau semantische „Unkorrektheiten“ und stilistische „Saloppheiten“ beanstandete, hatte Gerhard Neumann in der Süddeutschen Zeitung den Eindruck eines „gepflegt geschriebenen“ Romans.
Trappe nahm 1956 am Schmallenberger Dichterstreit teil; 1963 erschien noch ein zweites Buch der Autorin, Clemens und Balbina, ein Band mit Kurzgeschichten, im Berliner Eckart-Verlag.